# Kisbükk
Kisbükk (románul: Făgețel) falu Romániában, Hargita megyében.

## Története
Gyergyóremete része. 1956-ig adatai a városéhoz voltak számítva. Érdekesség, hogy a települést 1966-ban még több mint 127-en lakták. A trianoni békeszerződés előtt Csík vármegye Gyergyószentmiklósi járásához tartozott.

## Népessége
2002-ben 4 lakosa volt, mindenki magyar. A 2011-es népszámlálás adatai szerint teljesen elnéptelenedett.

## Vallások
Lakói római katolikusok.